# 양시칠리아 왕비 오스트리아의 마리아 테레사
양시칠리아 왕비 오스트리아의 마리아 테레사(Maria Theresa of Austria, Queen of the Two Sicilies, 이탈리아어: Maria Teresa Isabella d'Asburgo-Teschen, 독일어: Maria Theresia Isabella von Österreich 마리아 테레지아 이자벨라 폰 외스터라이히[*], 1816년 7월 31일 ~ 1867년 8월 8일)은 합스부르크로트링겐 왕가의 분가 테셴 공국의 공녀이자 양시칠리아 왕국의 국왕 페르디난도 2세의 두 번째 왕비이다.

## 생애
테셴 공작 카를과 나사우바일부르크 공녀 헨리에타 사이에서 태어난 장녀로 1837년 1월 27일 양시칠리아의 왕 페르디난도 2세와 결혼했다. 그에게는 이미 전처 마리아 크리스티나 디 사보이아 왕녀가 낳은 아들 프란체스코가 있었다. 프란체스코와의 사이는 양호해서, 이 의붓아들은 그녀를 존경했으며 친어머니처럼 따랐다고 한다. 마리아는 궁정 생활이나 왕비로서의 책무에는 별 관심이 없었고 자신의 방에서 바느질을 하거나 아이들을 돌보는 것을 더 좋아했지만 정치에는 관심이 있었다. 그녀는 종종 남편의 정치적 조언자 역할을 했고 때로는 문 너머로 회의 내용을 엿듣기도 했다.
남편이 죽고 의붓아들 프란체스코가 국왕으로 즉위하자 그녀는 더욱 적극적으로 정치에 개입하게 되었는데 프란체스코의 왕비 마리아 소피아는 이것을 좋게 생각하지 않아 고부간의 갈등을 빚었다. 이후 가리발디가 이끄는 붉은 셔츠 부대의 원정으로 왕국이 붕괴하기 시작하자 마리아 테레사는 아이들과 함께 나폴리를 떠나 외국으로 도피했다. 가에타와 로마를 거쳐 교황 비오 9세의 보호로 퀴리날레 궁전에 정착하였고 이후 프란체스코 부부와도 재회하였다. 1867년 프란체스코가 지켜보는 가운데 티푸스로 사망했다.

## 자녀
마리아 테레사는 12명의 자녀를 두었고 그 중 8명이 성년기까지 살아남았다.
- 루이지(1838~1868)
- 알베르토(1839~1844)
- 알폰소(1841~1934)
- 마리아 안눈치아타(1843~1871) 오스트리아 대공비
- 마리아 임마쿨라타(1844~1899) 토스카나 대공자비
- 가에타노(1846~1871)
- 주세페(1848~1851)
- 마리아 피아(1849~1882) 파르마 공비
- 빈첸초(1851~1854)
- 파스콸레(1852~1904)
- 마리아 루이사(1855~1874) 파르마 공자비
- 겐나로(1857~1867)

| 전임 마리아 크리스티나 디 사보이아 왕녀 | 양시칠리아의 왕비 1837년 ~ 1859년 | 후임 바이에른의 마리아 소피아 |